# 林祥谦陵园
林祥谦陵园，位于中国福建省福州市闽侯县祥谦镇枕峰山麓，为一个省级文物保护单位，类型为革命遗址及革命纪念建筑物，为第二批福建省文物保护单位，公布时间为1985年10月11日。
林祥谦陵园的历史年代为1963年。